# Malaia pulla
Malaia pulla är en skalbaggsart som beskrevs av Ohaus 1916. Malaia pulla ingår i släktet Malaia och familjen Rutelidae. Inga underarter finns listade i Catalogue of Life.